# Петровское (Оленовский поселковый совет)
Петро́вское (укр. Петрівське) / Новая Оленовка (укр. Нова Оленівка) — посёлок в Волновахском районе Донецкой области Украины. Находится под контролем самопровозглашённой Донецкой Народной Республики.

## География
В Донецкой области имеются ещё 10 одноимённых населённых пунктов, в том числе 2 в том же Волновахском районе: село Петровское к северо-востоку от Степного (Петровский сельский совет); 2 в соседнем Старобешевском районе: сёла Петровское (Петровский сельский совет) и Петровское (Стыльский сельский совет); 1 в соседнем Тельмановском районе: село Петровское к юго-западу от Тельманова.

#### Соседние населённые пункты по странам света
СЗ: Сигнальное
З: Оленовка
ЮЗ: Ясное
Ю: город Докучаевск
С: Новониколаевка, Малиновое, Доля, Луганское
СВ: Андреевка
В: Молодёжное, Любовка, Червоное
ЮВ: Коммунаровка 

## Население
Население по переписи 2001 года составляло 99 человек.

## Общие сведения
Почтовый индекс — 85710. Телефонный код — 6244. Код КОАТУУ — 1421557104.

## Местный совет
85710, Донецкая обл., Волновахский р-н, пгт. Оленовка, ул. Ленина, 11